# Masel tov

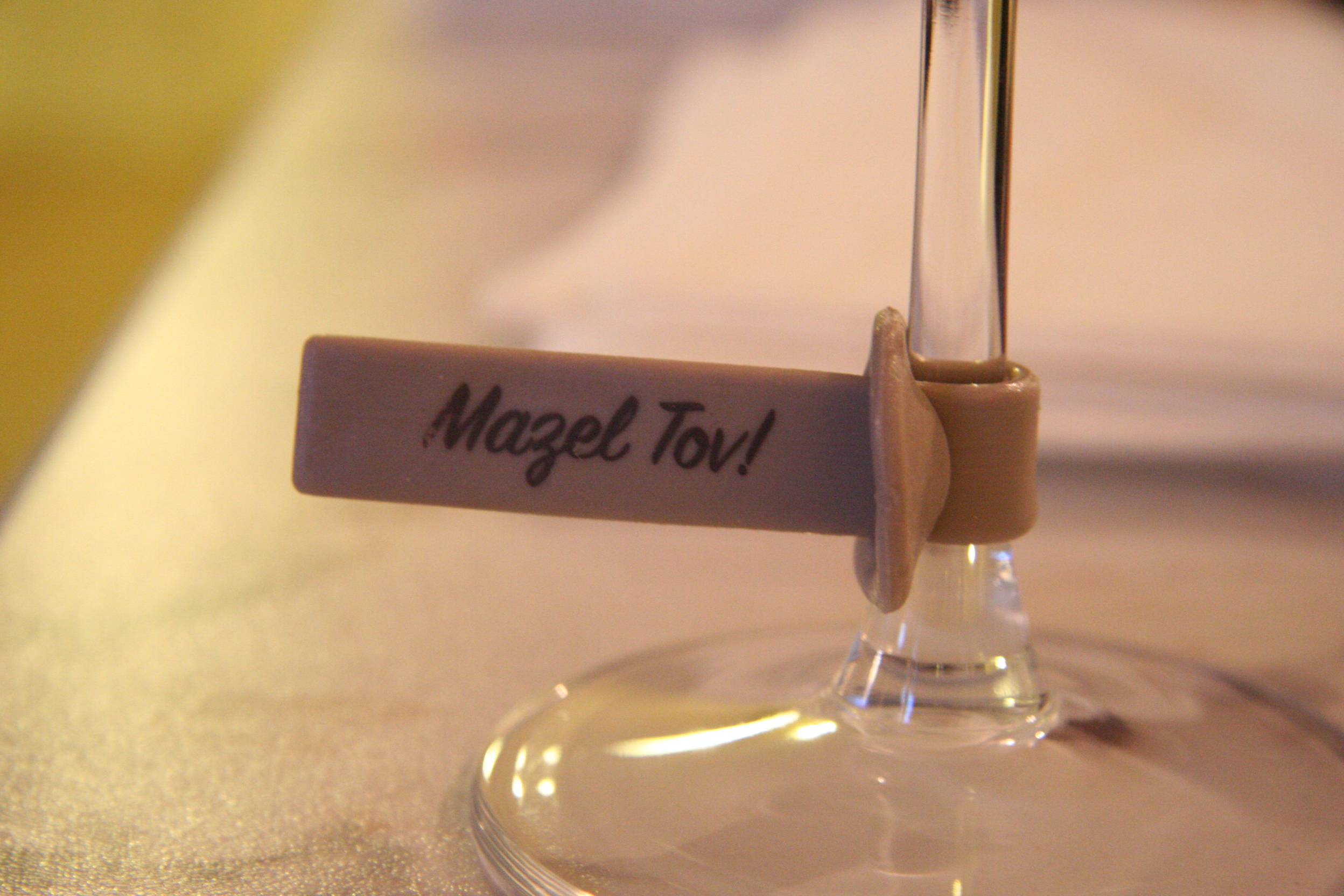
„Mazel Tov!“ auf einem Clip geschrieben, der sich am Stiel eines Glases Wein befindet

Masel tov (מזל טוב) ist jiddisch bzw. hebräisch und bedeutet frei übersetzt Viel Glück oder Viel Erfolg. Es geht auf das hebräische Mazal (mit stimmhaftem s) zurück, das ursprünglich Sternzeichen bedeutet. Chabad interpretiert das Wort als Ein Tropfen von oben. Tov heißt wörtlich „gut“.
Masel tov oder auch mazal tov wird mit hebräischer Schrift מזל־טוב geschrieben und wird so auch im Jiddischen verwendet, jedoch wird im Hebräischen die zweite Silbe von „mazal“ und im Jiddischen die erste betont („masel“).
Der Ausdruck wird oft auch im Sinne von Glückwunsch! gebraucht. Wie andere Segen wird dieser oft und gelegentlich lautstark bei jüdischen Hochzeiten und Bar Mitzwas wiederholt.
Umgangssprachlich wird Masel tov manchmal auch sarkastisch verwendet, wenn Glückwünsche nicht angebracht oder überfällig sind.

## Verwendung im Deutschen
Die Wurzel masal bzw. masel bzw. massel und ihre Derivate sind über das Jiddische ins Deutsche eingegangen und auch in regionalen Dialekten lebendig. Sie findet sich beispielsweise im Wort Schlamassel (was für Misserfolg steht) oder im Wort vermasseln (was für kein Glück haben oder keinen Erfolg haben steht). Entsprechend weist der Duden Massel die Bedeutung „unverdientes bzw. unerwartetes Glück“ zu. Auch im Münsteraner Masematte steht Massel für „Glück“.
Im bairisch-österreichischen Dialekt, jedenfalls im mittelbairischen Sprachgebiet, bedeutet „Masel“ oder „Masen“ (gesprochen: Mas’l oder Mas’n) „Glück“, etwa in der Redewendung „a Mas’l / Mas’n hom“ („Glück haben“). In einer ähnlichen Redewendung „Masel (g)ha“ ist das Wort auch im Schweizerdeutschen bekannt.